# Маняра (регион)
 Тази статия е за Маняра (регион).  За други значения вижте Маняра.  
Маняра е един от 26-те региона на Танзания. Разположен е в североизточната част на страната. Площта на региона е 45 820 км², а населението е около 1 млн. души (2002). Столица на региона е град Бабати. Окръзите Мбулу, Бабати и Хананг са населени предимно с представители на племената ираку. Главен град на ираку е Мбулу.
Тук се намират националните паркове Езеро Маняра и Тарангире.

## Окръзи
Регион Маняра е разделен на 5 окръга: Мбулу, Бабати, Хананг, Симанджиро и Китето.